# Gelazije I.
Gelazije I., papa od 1. ožujka 492. do 19. studenog 496. godine.

## Životopis
Često ga se navodi kao kodifikatora teologije o odnosu države i Crkve. Gelazije I. u vrlo značajnom pismu "Duo Sunt", upućenom caru Anastaziju II., izložio je na vrlo sažeti način doktrinu o "dvije moći" ("dvije sablje") – gdje na istom području postoji državna vlast i crkvena vlast, od koja svaka ima svoje odvojene poslove, ali surađuju. Naglašava se da je u duhovnim i moralnim pitanjima čak i vrhovna građanska vlast podložna odlukama duhovne vlasti, slično kao što su i svećenici u svjetovnim pitanjima podložni odlukama građanske vlasti.
Gelazije se odlučno protivio nastojanjima patrijaršije u Konstantinopolu da se – kao Crkva mjesta u kojemu stoluje kršćanski car – postavi kao po rangu viša ili barem jednaka Rimu; dapače je branio poziciju Damaska (Sirija) i Aleksandrije (Egipat) kao drugog i trećeg po statusu kršćanskog središta iza Rima. 
Sačuvano je do dana – u cijelosti i li dijelovima – stotinjak pisama koje je pisao Gelazije. Od šest njegovih teoloških djela, od kojih se tri odnose tada aktualnim pitanjem Akacijevog raskola, dvije pelagijanstvom, jedna nestorijanstvom, a u jednoj se iznose Gelazijevi razlozi za zabranu karnevala koji se pod imenom Luperkalije održavao u Rimu u veljači, i u čijem je slavljenju Gelazije nalazio previše poganskih elemenata.